# زمین‌لرزه ۱۹۹۱ اترکاشی
زمین‌لرزه اترکاشی  در تاریخ ۱۹ اکتبر ۱۹۹۱ میلادی، برابر با ‎۲۷ مهر ۱۳۷۰، ساعت ۲۱:۲۳:۱۴ به زمان یوتی‌سی در هند، منطقه اترکاشی رخ داد. ژرفای این زلزله ۸٫۱ کیلومتر بود، و بزرگی آن ۶٫۸ در مقیاس Mw اعلام شده‌است. زمین‌لرزه به وقت محلی در روز یکشنبه، ساعت ۲٫۵ روی داده و منطقه زمانی آن یوتی‌سی +۵٫۵ بوده‌است .
سازمان زمین‌شناسی آمریکا نیز رومرکز این زمین‌لرزه را در مختصات ۳۰°۴۶′۴۸″شمالی ۷۸°۴۶′۲۶″شرقی / ۳۰٫۷۸°شمالی ۷۸٫۷۷۴°شرقی و ژرفای آن را در ۱۰ کیلومتر گزارش کرده‌است. بزرگی برگزیدهٔ این سازمان از میان بزرگی‌های محاسبه‌شدهٔ مختلف ۶٫۸ در مقیاس Mw بوده و از دید اثر، در میان چهار دسته‌بندی «نامحسوس»، «محسوس»، «زیان‌آور» یا «با تلفات»، زلزله را «با تلفات» اعلام کرده‌است.۱۸۰۰۰ ساختمان در زمین‌لرزه خراب شده‌است.رانش زمین در آن به وجود آمده‌است.
پروژهٔ «تنسور گشتاور مرکزوار» زاویه‌های (راستا، شیب، ریک) گسل سازندهٔ زمین‌لرزه و صفحه عمود بر آن را (°۳۱۷، °۱۴، °۱۱۵) یا (°۱۱۲، °۷۸، °۸۴) و نوع گسل را «معکوس» فرارسانده‌است.
شمار کشتگان زلزله حدود ۲۰۰۰ نفر بوده‌است.تعداد زخمیان ۱۸۰۰ نفر برآورده شده‌است.